# Mäs
Mäs war ein Volumenmaß für Brennholz in Heidelberg:
- 1 Mäs = Breite 4 ⅔ Fuß,  Höhe 4 ⅔ Fuß und Schnittlänge 3–4 Fuß = 1,424–1,899 Kubikmeter.

Der Heidelberg-Fuß wurde gerechnet:
- 1 Fuß = 123 3/5 Pariser Linien = 0,27935 Meter.